# 劳普海姆
劳普海姆（德語：Laupheim，發音：[ˈlaʊphaɪm] ⓘ）是德国巴登-符腾堡州蒂宾根行政区比伯拉赫县的城市，面积61.79平方千米，2023年12月31日人口为23,044人。